# ويليام كوك (لاعب كريكت)
ويليام كوك (6 ديسمبر 1891 في المملكة المتحدة - 22 سبتمبر 1969) (بالإنجليزية: William Cook)‏ هو لاعب كريكت بريطاني.

## وصلات خارجية
- ويليام كوك على موقع إي آس بي آن كريك إنفو (الإنجليزية)